# Jarosław Mariusz Ławski
Jarosław Mariusz Ławski (ur. 08.08.1968 w Szczytnie) – historyk literatury, eseista, krytyk, badacz wyobraźni, komparatysta; prof. zw. na Uniwersytecie w Białymstoku na Wydziale Filologicznym; twórca Katedry Badań Filologicznych „Wschód – Zachód” (od 2011 roku). Od 2016 do 2019 roku dziekan Wydziału Filologicznego UwB. W latach 2011–2019 członek Komitetu Nauk o Literaturze PAN. Od 2017 roku członek korespondent Polskiej Akademii Umiejętności. Biografią związany ze Spychowem, Szczytnem, Ełkiem i Białymstokiem. Zainteresowania badawcze: literatura XVIII-XX wieku, faustyzm i bizantynizm, polsko-wschodniosłowiańskie związki kulturowe, relacje geopolityki i literatury, Młoda Polska, dzieje Prus Wschodnich, Czesław Miłosz, poezja współczesna, kultura Żydów polskich, bilingwizm w Europie Środkowo-Wschodniej. Redaktor naczelny: Naukowej Serii Wydawniczej „Czarny Romantyzm” (wydawana od 1994 roku, do 2019 ukazało się 40 tomów); Naukowej Serii Wydawniczej „Colloquia Orientalia Bialostocensia” (od roku 2010, wydano 39 tomów); Naukowego Projektu naukowego – Serii „Przełomy/Pogranicza” (od roku 2012, wydano 38 tomów); Serii Naukowo-Literackiej „Prelekcje Mistrzów” (wraz z K. Korotkichem; 6 tomików od 2017 roku).

## Życiorys naukowy
Ukończył w 1987 I Liceum Ogólnokształcące im. S. Żeromskiego w Ełku, studiował filologię polską w Filii Uniwersytetu Warszawskiego w Białymstoku. W latach 1991–1992 współpracownik białostockiej „Gazety Współczesnej”. Magisterium pod kierunkiem prof. Haliny Krukowskiej w 1992 za pracę o Tadeuszu Micińskim. W 1995 roku debiutował książką Wyobraźnia lucyferyczna. Szkice o poemacie Tadeusza Micińskiego Niedokonany. Kuszenie Chrystusa Pana na pustyni. Od roku 1992 asystent w Instytucie Filologii Polskiej Filii UW w Białymstoku (od 1997 roku samodzielnego Uniwersytetu w Białymstoku; UwB). Zajęcia i wykłady z historii literatury polskiej i powszechnej XVIII-XX wieku, komparatystyki, na temat przemian w krajach Europy Środkowo-Wschodniej. Prowadził wówczas badania poświęcone literaturze romantyzmu polskiego i europejskiego. W 2000 doktorat w Instytucie Badań Literackich PAN Marie romantyków. Metafizyczne wizje kobiecości (Mickiewicz – Malczewski – Słowacki – Krasiński), napisany pod kierunkiem prof. H. Krukowskiej. Od roku 2001 adiunkt w Zakładzie Literatury Oświecenia i Romantyzmu UwB, którym potem kierował w latach 2007–2010. Habilitacja w 2006 w IBL PAN na podstawie monografii Ironia i mistyka. Doświadczenia graniczne wyobraźni poetyckiej Juliusza Słowackiego. W tymże roku otrzymał stanowisko profesora UwB. Od 2008 roku: członek rady redakcyjnej czasopisma „Wiek XIX. Rocznik Towarzystwa Literackiego im. Adama Mickiewicza” oraz Kapituły Ogólnopolskiej Nagrody Literackiej im. Franciszka Karpińskiego. Od 2015 przewodniczy jury Nagrody Poetyckiej im. K.I. Gałczyńskiego „Orfeusz”. W 2012 otrzymał tytuł naukowy profesora. W 2010 utworzył Zakład Badań Interdyscyplinarnych i Porównawczych „Wschód – Zachód”, który w roku 2012 przekształcił w Katedrę Badań Filologicznych „Wschód – Zachód” [zob. wwwwwwww]. Od 2011 roku należy do Rady Naukowej Międzynarodowego Instytutu Adama Mickiewicza przy Uniwersytecie im. Janki Kupały w Grodnie na Białorusi. Od 2013 na stanowisku profesora zwyczajnego UwB. W tymże roku objął redakcję „Bibliotekarza Podlaskiego”, przekształcając to pismo w periodyk naukowy „Bibliotekarz Podlaski. Ogólnopolskie Naukowe Pismo Bibliotekoznawcze i Bibliologiczne”. Należał do Towarzystwa Literackiego im. A. Mickiewicza (od 1993), Międzynarodowego Stowarzyszenia Studiów Polonistycznych (od 2012), Stowarzyszenia Naukowego „Oikoumene” (od 2013), Polskiego Stowarzyszenia Komparatystyki Literackiej (od 2013) oraz The Association for Slavic, East European&Eurasian Studies (od 2016). Odznaczony Srebrnym Krzyżem Zasługi (2014).

## Organizacja konferencji naukowych
- Międzynarodowa Konferencja Naukowa Piękno Słowackiego, Białystok 6–9 V 2009 (główne obchody naukowe sejmowego Roku Juliusza Słowackiego);
- Jubileuszowa Międzynarodowa Konferencja Naukowa „Józef Ignacy Kraszewski 1812–2012. Pisarz – Myśliciel – Autorytet”, Warszawa – Białystok – Romanów, 14–16 XI 2012 (główne obchody naukowe sejmowego Roku J. I. Kraszewskiego);
- Cykl Międzynarodowych Konferencji Naukowych „Żydzi wschodniej Polski”, Białystok, od 2012 do 2019 roku VIII konferencji;
- Cykl Międzynarodowych Konferencji Naukowych „Dwujęzyczni pisarze polscy i litewscy. Zagadnienia bilingwizmu w kulturze polskiej i litewskiej”, Wilno, Litwa (od 2015 do 2019 roku III sesje);
- Ogólnopolska Konferencja Naukowa „Historia, kultura i piśmiennictwo protestantów na Mazurach: XVI-XXI wiek”, Ełk 23 VI 2016 roku;
- Międzynarodowa Jubileuszowa Konferenca Naukowa „W 200. rocznicę debiutu poetyckiego Adama Mickiewicza: 1818–2018: „Debiuty Mickiewicza, debiuty romantyków”, Białystok, UwB i PAU, 9–10 XI 2018.
- Cykl Międzynarodowych Konferencji Naukowych „Odessa i Morze Czarne jako przestrzeń literacka i kulturowa”, Odessa – Białystok (do 2019 V edycji).

Stały współpracownik instytucji naukowych na Ukrainie, krajach bałtyckich, na Białorusi, w Bułgarii, Niemczech, Austrii (i innych).

## Monografie
- Wyobraźnia lucyferyczna. Szkice o poemacie Tadeusza Micińskiego „Niedokonany. Kuszenie Chrystusa Pana na pustyni”, Białystok: Instytut Filologii Polskiej Filii UW, 1995, NSW „Czarny Romantyzm”.
- Marie romantyków. Metafizyczne wizje kobiecości: Mickiewicz, Malczewski, Krasiński, Białystok 2003, NSW „Czarny Romantyzm”.
- Ironia i mistyka. Doświadczenia graniczne wyobraźni poetyckiej Juliusza Słowackiego. Białystok 2005.
- Bo na tym świecie Śmierć. Studia o czarnym romantyzmie, Gdańsk 2008, Seria Wokół Literatury.
- Mickiewicz – mit – historia. Studia, Białystok: Trans Humana 2010.
- Miłosz: „Kroniki” istnienia. Sylwy, Białystok 2015, NSW „Przełomy/Pogranicza”, t. 16.
- Ярослав Лавський, Іронія, Історія.Геополітика. Польсько-українські літературні студії, переклад з польської І. Шевченко, післямова Радишевський Р. П., Київ 2018, Seria „КИЇВСЬКІ ПОЛОНІСТИЧНІ СТУДІЇ”, T. XXXIII, s. 366.

## Wybrane prace edytorskie i redakcyjne
- A. Malczewski, Maria. Powieść ukraińska, Wprowadzenie napisali H. Krukowska i J. Ławski, wyd. 2 popraw. Białystok 2002. NSW „Czarny Romantyzm”.
- Postacie i motywy faustyczne w literaturze polskiej. Materiały ogólnopolskiej konferencji naukowej, Białystok 23–26 października 1997, pod red. H. Krukowskiej i J. Ławskiego. T. 1–2, Białystok 1999, 2001, NSW „Czarny Romantyzm”.
- Bizancjum. Prawosławie. Romantyzm. Tradycja wschodnia w kulturze XIX wieku, red. J. Ławski i K. Korotkich, Białystok 2004, Seria „Antyk Romantyków”.
- Problemy tragedii i tragizmu. Studia i szkice, pod red. H. Krukowskiej i J. Ławskiego 2005, NSW „Czarny Romantyzm”.
- E.A.F. Klingemann, Straże nocne, przeł. K. Krzemieniowa i M. Żmigrodzka. Wstęp: S. Dietzsch i M. Żmigrodzka. Oprac. tekstu i red. tomu J. Ławski. Białystok 2006, NSW „Czarny Romantyzm”.
- Ateny, Rzym, Bizancjum. Mity Śródziemnomorza w kulturze XIX i XX wieku, pod red. J. Ławskiego i K. Korotkicha, Białystok 2008, Seria „Antyk Romantyków”.
- Nihilizm i historia. Studia z literatury XIX i XX wieku, wstęp: M. Sokołowski, pod red. M. Sokołowskiego i J. Ławskiego. Białystok – Warszawa 2009, NSW „Czarny Romantyzm”.
- J. Słowacki, Horsztyński. Tragedia w 5 aktach, oprac. i wstęp: J. Ławski. Wrocław: Ossolineum 2009, CXXXVII, Biblioteka Narodowa, Seria I, 314.
- Piękno Juliusza Słowackiego, T. 1–3. NSW „Przełomy/Pogranicza”, t. 1. Principia; pod red. J. Ławskiego, K. Korotkicha, G. Kowalskiego. Białystok 2012, t. 2. Universum; pod red. J. Ławskiego, G. Kowalskiego, Ł. Zabielskiego. Białystok 2013, t. 3. Metamorphosis. Studia pod red. J. Ławskiego, A. Janickiej, Ł. Zabielskiego. Białystok 2015.
- A.A. Jakubowski, Wspomnienia polskiego wygnańca. /The Remembrances of a Polish Exile. Wydanie polsko–angielskie; przekł., wstęp, red. tomu J. Ławski i P. Oczko. Białystok 2013, NSW „Czarny Romantyzm”.
- Sybir. Wysiedlenia, losy, świadectwa, red. nauk.: J. Ławski, S. Trzeciakowska, Ł. Zabielski. Białystok 2013, NSW „Colloquia Orientalia Bialostociensia”.
- Żydzi wschodniej Polski, red. nauk. B. Olech i J. Ławski i inni, Tomy 1–8. Białystok 2012–2018, NSW „Colloquia Orientalia Bialostociensia”.
- Dramaturgiâ v rakursah novejših teoretičeskih issledovanij. Dramat w nowych ujęciach teoretycznych. Studia slawistyczne, red. nauk. N. Maliutina i J. Ławski, Białystok, Odessa 2014, NSW „Colloquia Orientalia Bialostociensia”.
- Z. Gloger, Pisma rozproszone, T. 1–3, red. nauk. J. Ławski i J. Leończuk, Białystok 2014–2016.
- Wielokulturowy świat Siegfrieda Lenza, red. nauk. J. Ławski i R. Żytyniec. Białystok, Ełk 2014, NSW „Colloquia Orientalia Bialostociensia”.
- R. Zmorski, Lesław. Szkic fantastyczny, wstęp i opr. tekstu: H. Krukowska, red. tomu i oprac. aneksu: J. Ławski, Białystok2014, NSW „Czarny Romantyzm”.
- J.W. von Goethe: Baśń. Das Märchen, wydanie polsko-niemieckie, przekł. K. Krzemień-Ojak, wstęp W. Kunicki, J. Ławski, red. J. Ławski. Białystok 2015, NSW „Czarny Romantyzm”.
- G.H. von Schubert, Nocna strona przyrodoznawstwa, przekł. K. Krzemieniowa, wstęp: S. Dietzsch, A. Bonchino, J. Ławski, przyp. Ł. Krzemień-Ojak, S. Dietzsch, oprac. i wprowadzenie: J. Ławski, Białystok 2015, NSW „Czarny Romantyzm”.
- E. Małłek, Gdzie jest moja Ojczyzna? Wspomnienia, wstęp, oprac. tekstu i red. J. Ławski, przedsłowie ks. D. Zuber. Białystok, Ełk 2016, NSW „Colloquia Orientalia Bialostocensia. Wyd. 2 popraw. 2017.
- J. Sękowski, Fantastyczne podróże barona Brambeusa, wprowadzenie: J. Ławski, J. Dziedzic, red. J. Ławski, M. Burzka-Janik, Białystok 2016, NSW „Czarny Romantyzm”.
- Odessa w literaturach słowiańskich. Studia – Odesa u slov'âns’kih lìteraturah. Studìï, red. J. Ławski, N. Maliutina, Białystok, Odessa 2015, NSW „Colloquia Orientalia Bialostocensia”.
- Proza Tadeusza Micińskiego. Studia, red. nauk. M. Bajko, W. Gutowski, J. Ławski, wstęp: J. Ławski, Białystok 2017, NSW „Przełomy/Pogranicza”.
- Protestanci na Mazurach. Historia i literatura. Studia, red. J. Ławski, D. Zuber, K. Bogusz. Białystok – Ełk 2017, NSW „Colloquia Orientalia Bialostocensia”.
- Uniwersytet XXI wieku. Nauka i lokalność. Studia, red. J. Ławski, K. K. Pilichiewicz, Białystok 2018, NSW „Colloquia Orientalia Bialostocensia”.
- Józef Ignacy Kraszewski w zwierciadle współczesności: 2012–2017, wstęp A. Karczewska, J. Ławski, red. I. E. Rusek, J. Ławski, Białystok 2018, NSW „Przełomy/Pogranicza”.
- Tadeusz Miciński, Pisma rozproszone, redakcja naukowa M. Bajko, J. Ławski, T. I-IV: t. 1, Eseje i publicystyka 1896–1908, wstęp, opr. M. Bajko, W. Gutowski, Białystok 2017, s. 576; t. 2, Eseje i publicystyka 1909–1914, wstęp, opr. W. Gutowski, U. M. Pilch, Białystok 2018, s. 846.
- Z ducha Orfeusza. Studia o poezji polskiej lat 2010–2016, red. W. Kass, J. Ławski, Białystok – Pranie 2018, s. 574.